# Jarygin PJa
Die Jarygin PJa (russisch ПЯ, Пистолет Ярыгина; „PJa, Pistolet Jarygina“) ist eine Dienstpistole der Streitkräfte und der Polizei Russlands. Sie wurde im Jahr 2003 eingeführt und löst seitdem sukzessive die Makarow PM ab.

## Technik
Der Grund für die Neuausschreibung war die Geschossenergie der von der Makarow PM verschossenen Ordonnanzpatrone im Kaliber 9 × 18 mm, die den Erfordernissen des Militärs nicht mehr entsprach. Ihre Wirkung gegen beschusshemmende Westen blieb gering. Es wurde daher beschlossen, auch in Russland die Munition 9 × 19 mm einzuführen, wenn auch in einer abgewandelten und vor allem leistungsgesteigerten Laborierung. Die Jarygin-Pistole ist eine konventionelle halbautomatische Militärpistole und verwendet eine Verriegelung mit modifiziertem Browning-System. Der Sicherungshebel ist beidseitig vorhanden, der Magazinauswerfer kann auf die Bedürfnisse von Linkshändern umgerüstet werden.
Die ursprüngliche Spezifikation der Hauptverwaltung für Raketen und Artillerie forderte ein modulares Waffensystem, das durch den Austausch weniger Bauteile die Umrüstung auf andere Kaliber ermöglichen sollte. Es wurde sogar die Entwicklung einer neuen Patrone erwogen, diese Punkte wurden jedoch später fallen gelassen. Es entstand lediglich die modifizierte Munition mit Stahlkerngeschossen, normale NATO-Patronen können aber ebenso verschossen werden.

## Andere Bezeichnungen
- MR-443: Kommerzielle Herstellerbezeichnung (Stahlgriffstück)
- Gratsch: russisch für Saatkrähe (englische Transkription Grach), Projektname während der Ausschreibungs- und Testphase
- 6P35: GRAU-Index